# Николај II Александрович
Николај II Александрович Романов (рус. Николай II Александрович; Царско Село, 6/18. мај 1868 — Јекатеринбург, 17. јул 1918) био је последњи император сверуски, краљ Пољске и велики кнез Финске. Владао је од 20. октобра/1. новембра 1894. до 2/15. марта 1917. године. Крунисан је 1896. године. Владавину је окончао абдикацијом током Фебруарске револуције.
Био је син и наследник Александра  и Марије Фјодоровне, данске принцезе Дагмар прије удаје. Супруга му је била Александра Фјодоровна са којом је имао петоро деце, четири кћери и једног сина.
Период његове владавине обележен је економским развојем Русије и истовремено порастом социјално-политичких противречности и револуционарних покрета који су довели до Руске револуције (1905) и Октобарске револуције (1917). У спољној политици водио је политику експанзије на Далеки исток где је водио рат са Јапаном. У Првом светском рату прикључио се блоку Сила антанте.
Одрекао се престола у јеку Фебруарске револуције (1917) и од тада се налазио под кућним притвором заједно са породицом у Царскоселском дворцу. У лето исте године, одлуком Привремене владе, са породицом је упућен у Тоболск. У пролеће 1918. године бољшевици су га пребацили у Јекатеринбург где су га и стрељали 17. јула 1918, заједно са породицом и четворо слугу.
Императора Николаја II Александровича Романова канонизовала је 1. новембра 1981. године Руска православна загранична црква која тада није била у јединству са Московском патријаршијом. Деветнаест година касније, 2000. године, и помесна Руска православна црква га је канонизовала заједно са супругом и децом. Проглашени су за мученике.
У Београду му је подигнут споменик 2014. године. Преко представника је био кум на свадби краља Александра Обреновића и Драге Машин, а његов деда по оцу Александар II му је преко посредника био кум на крштењу.

## Владавина

### Спољни односи
Аустријски цар Франц Јозеф био је у државној посети у априлу 1897. Посета је била успешна резултат је био „џентлменски споразум“ да се задржи статус кво на Балкану, а донекле слична обавеза постала је применљива и на Цариград и мореуз. Резултат су биле године мира које су омогућиле брз економски раст.
Николај је следио политику свог оца, јачајући француско-руски савез и водећи политику општеевропске пацификације, која је кулминирала чувеном Хашком мировном конференцијом. Ова конференција, коју је предложио и промовисао цар Николај II, сазвана је са циљем да се прекине трка у наоружању и успостави машинерија за мирно решавање међународних спорова. Резултати конференције били су мањи од очекиваних због међусобног неповерења великих сила. Ипак, Хашке конвенције су биле међу првим формалним изјавама закона о рату. Николај II постао је херој за пацифисте. Године 1901. он и руски дипломата Фридрих Мартенс били су номиновани за Нобелову награду за мир за иницијативу за сазивање Хашке мировне конференције и допринос њеном спровођењу. Међутим, историчар Ден Л. Морил наводи да се „већина научника“ слаже да је позив смишљено из страху и представљено као нешто проистекло из идеална љубави према човечанству.
Николај је имао за циљ да ојача француско-руску алијансу и предложио је неуспешну Хашку конвенцију из 1899. године за промовисање разоружања и мирно решавање међународних спорова.

### Руско-јапански рат
Сукоб између Русије и Јапанског царства био је скоро неизбежан до краја 20. века. Русија се проширила на Далеки исток, а раст њених насељавања и територијалних амбиција, како је њен јужни пут ка Балкану био осујећен, био је у сукобу са сопственим територијалним амбицијама Јапана на азијском копну. Николај је водио агресивну спољну политику око питања Манџурије и Кореје и снажно је подржавао шему концесија за дрвну грађу у овим областима коју је развила група Безобразов.
Пре рата 1901. године, Николај је рекао свом шураку принцу Хенрију од Пруске „Не желим да заузмем Кореју, али ни под којим околностима не могу дозволити да се Јапан тамо направи чврсто упориште. То ће бити casus belli“.
Највеће поприште рата је била јужна Манџурија, тачније полуострва Љаодонг и Мукден у Кини. Поморски рат се одвијао у Жутом мору и морима око Кореје и Јапана. Рат је започео Јапан, пошто је Русија одбијала да им преда северну Кореју.
Рат је почео у фебруару 1904. превентивним јапанским нападом на руску пацифичку флоту у Порт Артуру, пре формалне објаве рата.
Са руском далекоисточном флотом заробљеном у Порт Артуру, на располагању је била још једино Балтичка флота, која је била веома удаљена од простора борби, али је донета одлука да се флота пошаље на деветомесечно путовање на исток. Уједињено Краљевство не би дозволило руској морнарици да користи Суецки канал, због свог савеза са Јапанском империјом и због Хелског инцидента, у коме је Балтичка флота грешком пуцала на британске рибарске бродове у Северном мору . Балтичка флота је обишла свет да би прекинула блокаду на Порт Артуру, али после многих незгода на путу, Јапанци су је скоро уништили у бици код Цушиме. На копну, царска руска армија је имала логистичке проблеме. Док су команде и залихе стизале из Санкт Петербурга, борбе су се водиле у источноазијским лукама са само Транссибирском железницом за транспорт залиха као и транспорт трупа у оба смера. Девет хиљада и двеста километара дуга железничка линија између Санкт Петербурга и Порт Артура била је једноколосечна, без колосека око Бајкалског језера, што је дозвољавало само постепено повећање снага на фронту. Опкољени Порт Артур је пао у руке Јапанаца, после девет месеци отпора.
У рату са Јапаном који је уследио руска војска је доживела тежак пораз. Изгубила је пацифичку и балтичку флоту. На тај начин изменио се баланс снага у Источној Азији. Јапан је постао нова светска сила. Порази су у Русији изазвали велико народно незадовољство неефикасном царском и аутократском влашћу. Ти догађаји довели су до руске револуције 1905.
Како се Русија суочила са непосредним поразом од Јапана, било је све више позива за успостављање мира. Николајева мајка, као и његов рођак, цар Вилхелм II, позвали су Николу да преговара о успостављању мира. Упркос напорима, Николај је избегавао позиве на мир; послао је телеграм кајзеру 10. октобра да је његова намера да настави борбу све док Јапанци не буду протерани из Манџурије. Тек 27–28. маја 1905. и након уништења руске флоте, Николај је коначно одлучио да затражи мировни споразум. Николај II је прихватио америчко посредовање, именовавши Сергеја Витеа за главног опуномоћеника за мировне преговоре. Рат је окончан потписивањем Портсмутског уговора. Царев став о рату био је толико у супротности са очигледним чињеницама да су многи посматрачи били збуњени. Он је рат видео као лаку богом дану победу која ће подићи руски морал и патриотизам. Игнорисао је финансијске последице рата на даљину. Ротем Ковнер тврди да је током своје посете Јапану 1891. године, где је Николаја напао јапански полицајац, сматрао Јапанце малим, женственим, слабим и инфериорним. Игнорисао је извештаје о храбрости јапанских војника у Првом кинеско-јапанском рату (1894–95) и извештаје о способностима царске јапанске морнарице, као и неповољне извештаје о неспремности руских снага. Пре јапанског напада на Порт Артур, Николај је чврсто веровао да рата неће ни бити. Упркос почетку рата и бројним поразима које је Русија претрпела, цар Николај је и даље веровао и очекивао коначну победу, оставши при свом ранијем ставу о расној инфериорности и војној слабости Јапанаца. Губитак морнарице у Цушими га је коначно убедио да пристане на мировне преговоре. Чак је и тада инсистирао на опцији поновног покретања рата ако мировни услови буду неповољни. Забранио је свом главном преговарачу грофу Виту да пристане на исплату одштете или губитак територије. Николај је остао непоколебљиво против било каквих уступака. Мир је склопљен, али Вите је у преговорима препостуио јужни Сахалин Јапану, супротно царевој наредби.

### Финска
Мере русификације у Финској су почеле фебруарским манифестом који је цар прогласио 1899. који је ограничио аутономију Финске и подстакао период цензуре и политичке репресије. Против манифеста прикупљена је протестна петиција коју је потписало више од 500.000 Финаца, коју је делегација од 500 људи доставила Санкт Петербургу, али их Николај није примио. Мере русификације су поново уведене 1908. након привремене суспензије након Револуције 1905. и Николај је био несрдачно примљен приликом своје једине посете  Хелсинкију 10. марта 1915.

### Крвава недеља
Неколико дана пре Крваве недеље (9/22. јануара 1905), свештеник и раднички вођа Георгиј Гапон је обавестио владу о предстојећој процесији до Зимског дворца којој би се цару дала петиција радника. Министри су се састали у суботу 8/21. јануара да размотре ситуацију. Уопште се није мислило да ће се цар, који је напустио престоницу и отишао у Царско Село на наговор министара, уопште састати са Гапоном. Предлог да неки други члан царске породице прими петицију је био одбијен.
Пошто их је коначно полицијски префект обавестио да нема довољно људи да изведе Гапона међу масом његових присталица, новоименовани министар унутрашњих послова, кнез Петар Свјатополк-Мирски и његове колеге су одлучили да доведу додатне трупе да појачају оне у граду.. Гапон је свој марш започео сутрадан. Држећи се за руке, радници су мирно марширали кроз улице. Неки су носили иконе и религиозне слогане, као и националне заставе и цареве портрете. Док су марширали, певали су царску химну Боже цара храни. У 2 сата послеподне све поворке је требало да стигну пред Зимски дворац. Није било никакве конфронтације са војском. Широм града, на мостовима у важним булеварима, протестанти су наишли на блокаде пешадије, коју су подржавали Козаци и хусари. Војници су отворили ватру на масу.
Званичан број жртава је био 92 мртвих и неколико стотина рањених. Гапон је нестао, а друге вође марша су ухваћене.

### Руска револуција 1905.
Са поразом Русије од Јапана, престиж и ауторитет аутократског режима је много опао. Ово је било нарочито изражено међу неписменим сељаштвом, које је до тада имало потпуно наивну веру у цара. Пораз је био тежак ударац, а царска влада се распала због револуционарних немира 1905-1906. У нади да ће то спречити побуну, многи демонстранти су убијени док су покушавали да марширају до Зимског дворца у Санкт Петербургу. Царев стриц, велики војвода Сергеј Александрович је убијен у Москви од бомбе коју су бацили револуционари када је напуштао Кремљ. Црноморска флота се побунила, а штрајк железничара се претворио у општи штрајк који је парализовао земљу. Изненађен овим догађајима, цар Николај је реаговао бесно и са неверицом.

### Први светски рат и однос према Србији
Уочи почетка Првог светског рата, Србија суочена са претњама Аустроугарске обраћа се руском цару Николају Другом за помоћ. У јулу 1914. регент Александар Карађорђевић шаље један од својих првих телеграма цару Николају Другом. Регент Александар пише: „У овим мучним тренуцима ја износим осећаје свога народа који преклиње Ваше величанство да се заинтересује за судбину Краљевине Србије”
Одговор цара Николаја Другог стигао је 27. јула, дан уочи објаве рата. Он се у одговору залаже за мирно решење сукоба, али каже: „Ако пак не успем, упркос наше најискреније жеље, нека Ваше величанство буде уверено да у томе случају Русија неће напустити Србију”.
Русија се, на лично залагање цара, одлучила да уђе у рат против Аустроугарске ако дође до напада на Србију. Николај II је инсистирао на одбрани Србије, иако је опомињан од својих војних експерата да Русија није спремна и да не може војно да парира Немачкој. Није се обазирао на њихова бројна упозорења да то може да резултира неуспехом, а у даљој инстанци и социјалним немирима. Током рата, Русија је слала велике количине муниције, санитетске помоћи, храну и добровољце, али је такође притискала савезнике Антанте да и они помогну српској и црногорској војсци у њиховој одбрани. Николај II је представљао снажног српског савезника у будућој подели Европе. Штитио је интересе Србије, поготово од италијанских претензија на јадранској обали. Руски цар је директно заслужан за преживљавање српске војске током њеног повлачења ка Грчкој. Док су наши исцрпљени и промрзли војници стизали на јадранску обалу, француска штампа је писала како нема сврхе превозити људе који су већ практично мртви. У сећању на та дешавања остало је чувено ултимативно писмо које је руски цар упутио савезницима. У писму је запретио да ће Русија иступити из рата и потписати сепаратни мир са Немачком, ако савезници, а пре свих Италија и Француска, не пошаљу своје бродове и превезу српске војнике на сигурно. Енергично и кратко писмо Николаја Другог гласило је: Уколико се српска војска одмах не избави из Албаније, Русија раскида савез са Антантом и склапа сепаратни мир са Немачком.
О његовим србофилским ставовима сведоче и речи министра иностраних послова Сергеја Сазонова, који је у пролеће 1915. године пренео нашим дипломатама речи руског цара: Нећете ми замерити, господо, што сам пре свега Рус и што су ми најближи интереси Русије, али вас уверавам да сам одмах после тога Србин и да су ми најближи интереси српског народа... Заслуге Србије биће стоструко награђене. После рата она ће бити неколико пута већа него што је данас! Да ли је икад ико сумњао да Босна и Херцеговина нису српске земље? Зато се рат не може свршити, а да оне не образују целину са Србијом. Црна Гора је одувек била једно с њом, зато ће се и она, када се рат сврши, са Србијом ујединити у нераздвојну целину. Србија је тражила излаз на море, е па добиће га у широкој прузи у Далмацији, са старим Сплитом.

### Фебруарска револуција
Након гушења револуције 1905. године под притиском државне репресије долази до само краткотрајног смиривања ситуације која се убрзо почиње погоршавати по владајућу елиту. Током 1910. године Русију потресају само 222 штрајка и од тога је било 8 политичких. Већ 1913. године број штрајкова је 2404 и од њих полиција као политичке оцењује њих 1034, а само у првом делу 1914. године (до августа) имамо 3534 штрајка од којих је 2565 политичких. Све у свему Русија се у тренутку избијања рата налази у предреволуционарном раздобљу, али чак нити цар тога није свестан јер му полиција у извештају из 1913. године јавља да се број немира смањује и како нема опасности од револуције пошто се сви проблеми могу решити без помоћи војске.
Цар Николај II је од лета 1915. преузео врховну команду над руским снагама у рату, а државне послове препустио је својој супрузи, царици Александри и Распућину, дворском свештенику који је уживао њихово велико поверење. Због Николајевог апсолутистичког владања земљом, Дума и влада нису имале никаквог политичког утицаја.
Дума је била формирана од Напредног блока којег су чинили либерали и парламентарна већина, а окупљао је 2/3 Думе. Они траже амнестију за политичке затворенике и састављање владе од њених чланова (јер желе партиципирати у власти) што цар одбија и распушта Думу 1916. године. Након што је парламент поновно сазван, цар није направио реформе које је тражио Напредни блок па се криза продубљује. Дума га оптужује за велеиздају. Долази до пада владе због оставке министра спољних послова Сазонова, па Николај II за премијера поставља Стüрмера а за министра унутрашњих послова Протопопова, који су обојица Распућинови људи. Због самовоље у избору чланова владе и вођењу рата крајем децембра 1916. незадовољство бива све веће.
Цар и царица губе потпору радништва и сељака (због војне мобилизације без критерија и због заустављања производње), аристократије (која тражи смену Распућина) и генерала (нису одани због неслагања око рата). Владајући су очекивали немире грађана но не у већој мери па је покрет маса изненадио власт која није сматрала да треба припремити војску.
Дана 8. марта 1917. у Петрограду избијају немири због кризе у снабдевању хлебом која је настала због диверзије на железници. Након што су се два дана окупљале по фабрикама и улицама, масе крећу према центру узвикујући „Доле апсолутизам!".
Напредни блок у Думи покушава искористити догађаје изазивајући оставку Владе која пада након једва 48 сати. Револуционари заузимају Фински колодвор и ослобађају политичке затворенике (мењшевике) из Петропавловске тврђаве.
Након што је нестала службена власт, формирала се нова подељена власт између Извршног комитета Думе којег чини либерална буржоазија (има више утицаја у владању па премијер постаје кнез Лавов, а министар спољних послова Миљуков) те Совјета радника и војника - социјалисти. Они се разилазе у стајалиштима. Совјет тражи тренутну абдикацију цара, а одбор Думе тражи наметање цару нове владе по властитом избору, али не и абдикацију.
Заједничко решење пронађено је поделом министарства између двеју страна, а одбор Думе пристао је тражити абдикацију цара у корист неког другог члана царске породице. Дана 16. марта Николај II се одрекао престола у корист свога брата, кнеза Михаила. Међутим, Михаило следећи дан у Думи није добио подршку целе власти, већ само буржоаских либерала. Михаило схвата да царство нема будућност те сам потписује абдикацију. Дана 17. марта, Русија је постала република.

## Смрт
Цар је након Фебруарске револуције заједно с породицом интерниран прво у Царско Село, а након што му је Уједињено Краљевство ускратило азил, у Тобољск. Када је избила Октобарска револуција царска породица је премештена у Јекатеринбург, где је 1918. побијена.
Дана 17. јула 1918. године, цар Николај II и његова породица су убијени у подруму куће у којој су били премештени. Цар и његова породица су били пробуђени у 10:30 увече, и речено им је да се обуку, након чега су били одведени у мали подрум где су им рекли да ће да их сликају. Уместо фотографа, Црвена гарда је стала на врата. Уровски, који је био део Црвене гарде је рекао „Морамо да вас упуцамо сада” и упуцао је цара са револвером на краткој дистанци, царицу Александру, престолонаследника Алексеја и четири његове сестре. Такође је упуцао и куварицу, кућну помоћницу, доктора и њиховог пса Џимија. Пре него што је свануло, њихова тела су била превезена камионом у напуштен рудник, где су пажљиво исечени на комаде, натопљени бензином и упаљени. Веће кости су биле растопљене у сумпорну киселину. Било је проглашено да „свет никада неће сазнати шта смо урадили са њима”. Убиство царске породице је послало ударни талас ужаса кроз владајуће породице Европе. Убиство Романових је била дефинитивна изјава сталног одбијања старог режима. До дана данашњег постоје расправе око тога зашто је царска породица била убијена. Троцки је касније признао да је извршење убиства Романових имало већу поруку. Он је рекао да је „убиство цара и његове породице било потребно не да само уплаши непријатеља, већ и да уздрма наше редове, да се покаже да нема повлачења у старе мисли”.
Међутим, поново је покренута 2007. године, када су се појавили нови докази - откривени су остаци Николајеве двоје најмлађе деце - ћерке Марије и јединог сина Алексеја, који је боловао од хемофилије.
Иако је Руска православна црква 2000. године прогласила Николаја II, његову супругу и три ћерке Олгу, Татјану и Анастасију свецима, она још није признала идентитет Алексеја и Марије.
После ДНК тестирања 1998. године, посмртни остаци цара и његове уже породице сахрањени су у Цркви Светих Петра и Павла, у Санкт Петербургу 17. јула 1998. године, на осамдесету годишњицу њиховог убиства. Церемонији је присуствовао руски председник Борис Јељцин, који је рекао: Данас је историјски дан за Русију. Дуги низ година смо ћутали о овом монструозном злочину, али истина мора да се каже.
Британску краљевску породицу на сахрани је представљао принц Мајкл од Кента, а присуствовало је и више од двадесет амбасадора у Русији, укључујући сер Ендру Вуда и надбискупа Џона Буковског.

## Светац
Током 1981. године, Николаја и његову ужу породицу Руска православна загранична црква је прогласила за светитеље-мученике. Синод Руске православне цркве их је прогласио светим 14. августа 2000. године. Овога пута они нису именовани као мученици, јер њихова смрт није одмах проистекла из њихове хришћанске вере; уместо тога, канонизовани су као страстоносци.
Руска православна црква у иностранству била је подељена по питању канонизације цара и појединци су изразили другачији став о овом питању.
Од краја 20. века верници својим молитвама деци Николе, Марије и Алексеја, као и остатку породице, приписују исцељење од болести или прелазак у православну веру.

## Наслеђе
Након распада Совјетског Савеза, данашњи руски историчари дају Николи позитивнију оцену, посебно када оцењују реформе које је руска држава направила током његове владавине.
Савремене оцене Николајевог лика су га приказивале као добронамерног, али неодлучног вођу, на чију су владвину у великој мери утицали његови саветници. Историчар Рејмонд Естус наводи:
Савремене оцене Николајевог лика и владавине су изузетно уједначене. Описан је као стидљив, шармантан, нежног расположења, неко ко страхује од контроверзи, неодлучан, попустљив према рођацима и дубоко одан породици. Александар Мосолов, који је шеснаест година водио  Дворску канцеларију, писао је да Николај, иако интелигентан и добро образован, никада није заузео одређен, енергичан став и да се гнушао да доноси одлуке у присуству других. Сергеј Вите, који је служио Николају и његовом оцу једанаест година као министар финансија, прокоментарисао је да је цар био добронамерно дете, али да су његови поступци у потпуности зависили од његових саветника, од којих је већина била каректерно лоша.
Током совјетског периода, наслеђе владавине Николаја је било широко критиковано у Русији, иако је дискусија била под јаким утицајем државне пропаганде, која га је описивала као крволочног тиранина. Павел Биков, који је написао први потпуни извештај о паду цара за нову совјетску владу, осудио је Николаја као „тиранина, који је платио животом за вековну репресију и самовољну власт својих предака над руским народом, над осиромашеном и крвљу натопљеном земљом“. Историчари из совјетског доба описивали су Николаја II као неспособног за владавину, тврдећи да је имао слабу вољу и да су њиме други манипулисали. Такође је био критикован због распиривања национализма и шовинизма, а његов режим је осуђен због екстензивне употребе војске, полиције и судова за уништење револуционарног покрета. Током своје владавине, Николај је постао познат као "Николај Крвави" због своје улоге у трагедији у Ходинки и гушењу Револуције 1905.
Већина историчара сматра да је Николај био добронамеран, али лош владар који се показао неспособним да се носи са изазовима са којима се суочава његова нација. Током већег дела 20. века, историчари су генерално сматрали да је Николај био неспособан у великом задатку владања огромном Руском империјом, иако се мора узети у обзир утицај совјетске пропаганде на опште мишљење.
Барбара Тучман даје негативну оцену његове владавине у својој књизи Августовско оружје из 1962. године. Она наводи да је његов једини циљ као суверена био „очување неоштећене апсолутне монархије коју му је завештао отац“, и пишући да није имао капацитета за своју дужност и да се понашао као празноглави аутократа...Онда наводи сцену када је цару донет телеграм којим се инфомише о уништењу руске флоте у Цушими; цар је прочитао телеграм, ставио га у џеп и наставио је да игра тенис”.
Историчар Роберт К. Меси износи сличне ставове о његовој неспособности. са друге стране, он наглашава Николајев лични морал, описујући га као трагичну фигуру:
... још увек има оних који из политичких или других разлога настављају да инсистирају да је Николај био 'Крвави Николај'. Углавном, он је описиван као плиткоуман, слаб и глуп — једнодимензионална личност која слабашно води корумпиран и систем који пропада, током последњих дана тог система. Ово, сигурно, јесте најчешћа јавна слика последњег цара. Историчари признају да је Николај био добар човек —историјски докази о личном шарму, нежности, љубави ка породици, дубокој личној религиозности и јаком руском родољбљу су превише бројни да би се негирали—али они сматрају да су фактори црта личности небитни; оно што је битно јесте да је Николај био лош цар.... Суштински, трагедија Николаја II била је што се живео у погрешном историјском периоду.
Додељено му је неколико десетина одликовања, медаља и других почасти, укључујући и српски Орден Карађорђеве звезде и Орден Светог Саве.

## Породица
Николај је био син императора Александра и императорке Марије Фјодоровне (рођена као принцеза Дагмар од Данске). Имао је три брата — Александра (1869—1870), Георгија (1871—1899) и Михаила (1878—1918), као и две млађе сестре — Ксенију (1875—1960) и Олгу (1882—1960).
Николај је био рођак неколико европских монарха: Георга I од Грчке, Фридриха VIII од Данске, Џорџа V од Велике Британије, као и Вилхелма II од Немачке. Чувена је његова велика физичка сличност са Џорџом V.

### Родитељи
| име                          | слика | датум рођења       | датум смрти       |
| ---------------------------- | ----- | ------------------ | ----------------- |
| Александар III Александрович |       | 10. март 1845.     | 20. октобар 1894. |
| Марија Фјодоровна            |       | 26. новембар 1847. | 13. октобар 1928. |

### Супружник
| име                   | слика | датум рођења | датум смрти   |
| --------------------- | ----- | ------------ | ------------- |
| Александра Фјодоровна |       | 6. јун 1872. | 17. јул 1918. |

### Деца
| име                    | слика | датум рођења       | датум смрти   |
| ---------------------- | ----- | ------------------ | ------------- |
| Олга Николајевна       |       | 15. новембар 1895. | 17. јул 1918. |
| Татјана Николајевна    |       | 10. јун 1897.      | 17. јул 1918. |
| Марија Николајевна     |       | 26. јун 1899.      | 17. јул 1918. |
| Анастасија Николајевна |       | 18. јун 1901.      | 17. јул 1918. |
| Алексеј Николајевич    |       | 12. август 1904.   | 17. јул 1918. |

## Породично стабло
| \| \| \| \| \| \| \| \| \| \| \| \| \| \| 16. Павле I Петрович \| \| \| \| \| \| \| \| \| \| \| \| \| \| \| \| \| \| \| \| \| \| \| \| \| \| \| \| \| \| \| \| \| \| \| \| \| \| \| \| \| \| \| \| \| \| \| \| \| \| \| \| \| \| \| \| \| \| \| \| 8. Николај I Павлович \| \| \| \| \| \| \| \| \| \| \| \| \| \| \| \| \| \| \| \| \| \| \| \| \| \| \| \| \| \| \| \| \| \| \| \| \| \| \| \| \| \| \| \| \| \| \| \| \| \| \| \| \| \| \| \| \| \| \| \| \| \| \| \| \| \| \| \| \| \| \| \| 17. Марија Фјодоровна \| \| \| \| \| \| \| \| \| \| \| \| \| \| \| \| \| \| \| \| \| \| \| \| \| \| \| \| \| \| \| \| \| \| \| \| \| \| \| \| \| \| \| \| \| \| \| \| \| \| \| \| \| \| \| \| \| \| \| \| \| \| \| \| \| \| \| \| \| \| \| \| 4. Александар II Николајевич \| \| \| \| \| \| \| \| \| \| \| \| \| \| \| \| \| \| \| \| \| \| \| \| \| \| \| \| \| \| \| \| \| \| \| \| \| \| \| \| \| \| \| \| \| \| \| \| \| \| \| \| \| \| \| \| \| \| \| \| \| \| \| \| \| \| \| \| \| \| \| \| 18. Фридрих Вилхелм III \| \| \| \| \| \| \| \| \| \| \| \| \| \| \| \| \| \| \| \| \| \| \| \| \| \| \| \| \| \| \| \| \| \| \| \| \| \| \| \| \| \| \| \| \| \| \| \| \| \| \| \| \| \| \| \| \| \| \| \| \| \| \| \| \| \| \| \| \| \| \| \| 9. Александра Фјодоровна \| \| \| \| \| \| \| \| \| \| \| \| \| \| \| \| \| \| \| \| \| \| \| \| \| \| \| \| \| \| \| \| \| \| \| \| \| \| \| \| \| \| \| \| \| \| \| \| \| \| \| \| \| \| \| \| \| \| \| \| \| \| \| \| \| \| \| \| \| \| \| \| 19. Лујза од Мекленбург-Штрелица \| \| \| \| \| \| \| \| \| \| \| \| \| \| \| \| \| \| \| \| \| \| \| \| \| \| \| \| \| \| \| \| \| \| \| \| \| \| \| \| \| \| \| \| \| \| \| \| \| \| \| \| \| \| \| \| \| \| \| \| \| \| \| \| \| \| \| \| \| \| \| \| 2. Александар III Александрович \| \| \| \| \| \| \| \| \| \| \| \| \| \| \| \| \| \| \| \| \| \| \| \| \| \| \| \| \| \| \| \| \| \| \| \| \| \| \| \| \| \| \| \| \| \| \| \| \| \| \| \| \| \| \| \| \| \| \| \| \| \| \| \| \| \| \| \| \| \| \| \| 20. Лудвиг I, велики војвода од Хесена и Рајне \| \| \| \| \| \| \| \| \| \| \| \| \| \| \| \| \| \| \| \| \| \| \| \| \| \| \| \| \| \| \| \| \| \| \| \| \| \| \| \| \| \| \| \| \| \| \| \| \| \| \| \| \| \| \| \| \| \| \| \| \| \| \| \| \| \| \| \| \| \| \| \| 10. Лудвиг II од Хесена и Рајне \| \| \| \| \| \| \| \| \| \| \| \| \| \| \| \| \| \| \| \| \| \| \| \| \| \| \| \| \| \| \| \| \| \| \| \| \| \| \| \| \| \| \| \| \| \| \| \| \| \| \| \| \| \| \| \| \| \| \| \| \| \| \| \| \| \| \| \| \| \| \| \| 21. Лујза од Хесен-Дармштата \| \| \| \| \| \| \| \| \| \| \| \| \| \| \| \| \| \| \| \| \| \| \| \| \| \| \| \| \| \| \| \| \| \| \| \| \| \| \| \| \| \| \| \| \| \| \| \| \| \| \| \| \| \| \| \| \| \| \| \| \| \| \| \| \| \| \| \| \| \| \| \| 5. Марија Александровна \| \| \| \| \| \| \| \| \| \| \| \| \| \| \| \| \| \| \| \| \| \| \| \| \| \| \| \| \| \| \| \| \| \| \| \| \| \| \| \| \| \| \| \| \| \| \| \| \| \| \| \| \| \| \| \| \| \| \| \| \| \| \| \| \| \| \| \| \| \| \| \| 22. Карл Лудвиг од Бадена \| \| \| \| \| \| \| \| \| \| \| \| \| \| \| \| \| \| \| \| \| \| \| \| \| \| \| \| \| \| \| \| \| \| \| \| \| \| \| \| \| \| \| \| \| \| \| \| \| \| \| \| \| \| \| \| \| \| \| \| \| \| \| \| \| \| \| \| \| \| \| \| 11. Вилхелмина Баденска \| \| \| \| \| \| \| \| \| \| \| \| \| \| \| \| \| \| \| \| \| \| \| \| \| \| \| \| \| \| \| \| \| \| \| \| \| \| \| \| \| \| \| \| \| \| \| \| \| \| \| \| \| \| \| \| \| \| \| \| \| \| \| \| \| \| \| \| \| \| \| \| 23. Амалија од Хесен-Дармштата \| \| \| \| \| \| \| \| \| \| \| \| \| \| \| \| \| \| \| \| \| \| \| \| \| \| \| \| \| \| \| \| \| \| \| \| \| \| \| \| \| \| \| \| \| \| \| \| \| \| \| \| \| \| \| \| \| \| \| \| \| \| \| \| \| \| \| \| \| \| \| \| 1. Николај II Александрович \| \| \| \| \| \| \| \| \| \| \| \| \| \| \| \| \| \| \| \| \| \| \| \| \| \| \| \| \| \| \| \| \| \| \| \| \| \| \| \| \| \| \| \| \| \| \| \| \| \| \| \| \| \| \| \| \| \| \| \| \| \| \| \| \| \| \| \| \| \| \| \| 24. Friedrich Karl Ludwig, Duke of Schleswig-Holstein-Sonderburg-Beck \| \| \| \| \| \| \| \| \| \| \| \| \| \| \| \| \| \| \| \| \| \| \| \| \| \| \| \| \| \| \| \| \| \| \| \| \| \| \| \| \| \| \| \| \| \| \| \| \| \| \| \| \| \| \| \| \| \| \| \| \| \| \| \| \| \| \| \| \| \| \| \| 12. Фридрих Вилхелм од Шлезвиг-Холштајн-Зондербург-Гликсбурга \| \| \| \| \| \| \| \| \| \| \| \| \| \| \| \| \| \| \| \| \| \| \| \| \| \| \| \| \| \| \| \| \| \| \| \| \| \| \| \| \| \| \| \| \| \| \| \| \| \| \| \| \| \| \| \| \| \| \| \| \| \| \| \| \| \| \| \| \| \| \| \| 25. Countess Friederike of Schlieben \| \| \| \| \| \| \| \| \| \| \| \| \| \| \| \| \| \| \| \| \| \| \| \| \| \| \| \| \| \| \| \| \| \| \| \| \| \| \| \| \| \| \| \| \| \| \| \| \| \| \| \| \| \| \| \| \| \| \| \| \| \| \| \| \| \| \| \| \| \| \| \| 6. Кристијан IX Дански \| \| \| \| \| \| \| \| \| \| \| \| \| \| \| \| \| \| \| \| \| \| \| \| \| \| \| \| \| \| \| \| \| \| \| \| \| \| \| \| \| \| \| \| \| \| \| \| \| \| \| \| \| \| \| \| \| \| \| \| \| \| \| \| \| \| \| \| \| \| \| \| 26. Карл од Хесен-Касела \| \| \| \| \| \| \| \| \| \| \| \| \| \| \| \| \| \| \| \| \| \| \| \| \| \| \| \| \| \| \| \| \| \| \| \| \| \| \| \| \| \| \| \| \| \| \| \| \| \| \| \| \| \| \| \| \| \| \| \| \| \| \| \| \| \| \| \| \| \| \| \| 13. Лујза Каролина од Хесен-Касела \| \| \| \| \| \| \| \| \| \| \| \| \| \| \| \| \| \| \| \| \| \| \| \| \| \| \| \| \| \| \| \| \| \| \| \| \| \| \| \| \| \| \| \| \| \| \| \| \| \| \| \| \| \| \| \| \| \| \| \| \| \| \| \| \| \| \| \| \| \| \| \| 27. Лујза од Данске (1750—1831) \| \| \| \| \| \| \| \| \| \| \| \| \| \| \| \| \| \| \| \| \| \| \| \| \| \| \| \| \| \| \| \| \| \| \| \| \| \| \| \| \| \| \| \| \| \| \| \| \| \| \| \| \| \| \| \| \| \| \| \| \| \| \| \| \| \| \| \| \| \| \| \| 3. Марија Фјодоровна \| \| \| \| \| \| \| \| \| \| \| \| \| \| \| \| \| \| \| \| \| \| \| \| \| \| \| \| \| \| \| \| \| \| \| \| \| \| \| \| \| \| \| \| \| \| \| \| \| \| \| \| \| \| \| \| \| \| \| \| \| \| \| \| \| \| \| \| \| \| \| \| 28. Landgrave Frederick of Hesse-Cassel \| \| \| \| \| \| \| \| \| \| \| \| \| \| \| \| \| \| \| \| \| \| \| \| \| \| \| \| \| \| \| \| \| \| \| \| \| \| \| \| \| \| \| \| \| \| \| \| \| \| \| \| \| \| \| \| \| \| \| \| \| \| \| \| \| \| \| \| \| \| \| \| 14. Вилхелм од Хесен-Касела \| \| \| \| \| \| \| \| \| \| \| \| \| \| \| \| \| \| \| \| \| \| \| \| \| \| \| \| \| \| \| \| \| \| \| \| \| \| \| \| \| \| \| \| \| \| \| \| \| \| \| \| \| \| \| \| \| \| \| \| \| \| \| \| \| \| \| \| \| \| \| \| 29. Каролина од Насау-Узингена \| \| \| \| \| \| \| \| \| \| \| \| \| \| \| \| \| \| \| \| \| \| \| \| \| \| \| \| \| \| \| \| \| \| \| \| \| \| \| \| \| \| \| \| \| \| \| \| \| \| \| \| \| \| \| \| \| \| \| \| \| \| \| \| \| \| \| \| \| \| \| \| 7. Лујза од Хесен-Касела \| \| \| \| \| \| \| \| \| \| \| \| \| \| \| \| \| \| \| \| \| \| \| \| \| \| \| \| \| \| \| \| \| \| \| \| \| \| \| \| \| \| \| \| \| \| \| \| \| \| \| \| \| \| \| \| \| \| \| \| \| \| \| \| \| \| \| \| \| \| \| \| 30. Фредерик (принц Данске и Норвешке) \| \| \| \| \| \| \| \| \| \| \| \| \| \| \| \| \| \| \| \| \| \| \| \| \| \| \| \| \| \| \| \| \| \| \| \| \| \| \| \| \| \| \| \| \| \| \| \| \| \| \| \| \| \| \| \| \| \| \| \| \| \| \| \| \| \| \| \| \| \| \| \| 15. Лујза Шарлота од Данске \| \| \| \| \| \| \| \| \| \| \| \| \| \| \| \| \| \| \| \| \| \| \| \| \| \| \| \| \| \| \| \| \| \| \| \| \| \| \| \| \| \| \| \| \| \| \| \| \| \| \| \| \| \| \| \| \| \| \| \| \| \| \| \| \| \| \| \| \| \| \| \| 31. Софија Фредерика од Мекленбург-Шверина \| \| \| \| \| \| \| \| \| \| \| \| \| \| \| \| \| \| \| \| \| \| \| \| \| \| \| \| \| \| \| \| \| \| \| \| \| \| \| \| \| \| \| \| \| \| \| \| \| \| \| \| |                                                                       |  |  |  |  |  |  |  |  |  |  |  |                      |  |  |  |
| |                                                                       |  |  |  |  |  |  |  |  |  |  |  | 16. Павле I Петрович |  |  |  |
| |                                                                       |  |  |  |  |  |  |  |  |  |  |  |                      |  |  |  |
| |                                                                       |  |  |  |  |  |  |  |  |  |  |  |                      |  |  |  |
| |                                                                       |  |  |  |  |  |  |  |  |  |  |  |                      |  |  |  |
| | 8. Николај I Павлович                                                 |  |  |  |  |  |  |  |  |  |  |  |                      |  |  |  |
| |                                                                       |  |  |  |  |  |  |  |  |  |  |  |                      |  |  |  |
| |                                                                       |  |  |  |  |  |  |  |  |  |  |  |                      |  |  |  |
| |                                                                       |  |  |  |  |  |  |  |  |  |  |  |                      |  |  |  |
| | 17. Марија Фјодоровна                                                 |  |  |  |  |  |  |  |  |  |  |  |                      |  |  |  |
| |                                                                       |  |  |  |  |  |  |  |  |  |  |  |                      |  |  |  |
| |                                                                       |  |  |  |  |  |  |  |  |  |  |  |                      |  |  |  |
| |                                                                       |  |  |  |  |  |  |  |  |  |  |  |                      |  |  |  |
| | 4. Александар II Николајевич                                          |  |  |  |  |  |  |  |  |  |  |  |                      |  |  |  |
| |                                                                       |  |  |  |  |  |  |  |  |  |  |  |                      |  |  |  |
| |                                                                       |  |  |  |  |  |  |  |  |  |  |  |                      |  |  |  |
| |                                                                       |  |  |  |  |  |  |  |  |  |  |  |                      |  |  |  |
| | 18. Фридрих Вилхелм III                                               |  |  |  |  |  |  |  |  |  |  |  |                      |  |  |  |
| |                                                                       |  |  |  |  |  |  |  |  |  |  |  |                      |  |  |  |
| |                                                                       |  |  |  |  |  |  |  |  |  |  |  |                      |  |  |  |
| |                                                                       |  |  |  |  |  |  |  |  |  |  |  |                      |  |  |  |
| | 9. Александра Фјодоровна                                              |  |  |  |  |  |  |  |  |  |  |  |                      |  |  |  |
| |                                                                       |  |  |  |  |  |  |  |  |  |  |  |                      |  |  |  |
| |                                                                       |  |  |  |  |  |  |  |  |  |  |  |                      |  |  |  |
| |                                                                       |  |  |  |  |  |  |  |  |  |  |  |                      |  |  |  |
| | 19. Лујза од Мекленбург-Штрелица                                      |  |  |  |  |  |  |  |  |  |  |  |                      |  |  |  |
| |                                                                       |  |  |  |  |  |  |  |  |  |  |  |                      |  |  |  |
| |                                                                       |  |  |  |  |  |  |  |  |  |  |  |                      |  |  |  |
| |                                                                       |  |  |  |  |  |  |  |  |  |  |  |                      |  |  |  |
| | 2. Александар III Александрович                                       |  |  |  |  |  |  |  |  |  |  |  |                      |  |  |  |
| |                                                                       |  |  |  |  |  |  |  |  |  |  |  |                      |  |  |  |
| |                                                                       |  |  |  |  |  |  |  |  |  |  |  |                      |  |  |  |
| |                                                                       |  |  |  |  |  |  |  |  |  |  |  |                      |  |  |  |
| | 20. Лудвиг I, велики војвода од Хесена и Рајне                        |  |  |  |  |  |  |  |  |  |  |  |                      |  |  |  |
| |                                                                       |  |  |  |  |  |  |  |  |  |  |  |                      |  |  |  |
| |                                                                       |  |  |  |  |  |  |  |  |  |  |  |                      |  |  |  |
| |                                                                       |  |  |  |  |  |  |  |  |  |  |  |                      |  |  |  |
| | 10. Лудвиг II од Хесена и Рајне                                       |  |  |  |  |  |  |  |  |  |  |  |                      |  |  |  |
| |                                                                       |  |  |  |  |  |  |  |  |  |  |  |                      |  |  |  |
| |                                                                       |  |  |  |  |  |  |  |  |  |  |  |                      |  |  |  |
| |                                                                       |  |  |  |  |  |  |  |  |  |  |  |                      |  |  |  |
| | 21. Лујза од Хесен-Дармштата                                          |  |  |  |  |  |  |  |  |  |  |  |                      |  |  |  |
| |                                                                       |  |  |  |  |  |  |  |  |  |  |  |                      |  |  |  |
| |                                                                       |  |  |  |  |  |  |  |  |  |  |  |                      |  |  |  |
| |                                                                       |  |  |  |  |  |  |  |  |  |  |  |                      |  |  |  |
| | 5. Марија Александровна                                               |  |  |  |  |  |  |  |  |  |  |  |                      |  |  |  |
| |                                                                       |  |  |  |  |  |  |  |  |  |  |  |                      |  |  |  |
| |                                                                       |  |  |  |  |  |  |  |  |  |  |  |                      |  |  |  |
| |                                                                       |  |  |  |  |  |  |  |  |  |  |  |                      |  |  |  |
| | 22. Карл Лудвиг од Бадена                                             |  |  |  |  |  |  |  |  |  |  |  |                      |  |  |  |
| |                                                                       |  |  |  |  |  |  |  |  |  |  |  |                      |  |  |  |
| |                                                                       |  |  |  |  |  |  |  |  |  |  |  |                      |  |  |  |
| |                                                                       |  |  |  |  |  |  |  |  |  |  |  |                      |  |  |  |
| | 11. Вилхелмина Баденска                                               |  |  |  |  |  |  |  |  |  |  |  |                      |  |  |  |
| |                                                                       |  |  |  |  |  |  |  |  |  |  |  |                      |  |  |  |
| |                                                                       |  |  |  |  |  |  |  |  |  |  |  |                      |  |  |  |
| |                                                                       |  |  |  |  |  |  |  |  |  |  |  |                      |  |  |  |
| | 23. Амалија од Хесен-Дармштата                                        |  |  |  |  |  |  |  |  |  |  |  |                      |  |  |  |
| |                                                                       |  |  |  |  |  |  |  |  |  |  |  |                      |  |  |  |
| |                                                                       |  |  |  |  |  |  |  |  |  |  |  |                      |  |  |  |
| |                                                                       |  |  |  |  |  |  |  |  |  |  |  |                      |  |  |  |
| | 1. Николај II Александрович                                           |  |  |  |  |  |  |  |  |  |  |  |                      |  |  |  |
| |                                                                       |  |  |  |  |  |  |  |  |  |  |  |                      |  |  |  |
| |                                                                       |  |  |  |  |  |  |  |  |  |  |  |                      |  |  |  |
| |                                                                       |  |  |  |  |  |  |  |  |  |  |  |                      |  |  |  |
| | 24. Friedrich Karl Ludwig, Duke of Schleswig-Holstein-Sonderburg-Beck |  |  |  |  |  |  |  |  |  |  |  |                      |  |  |  |
| |                                                                       |  |  |  |  |  |  |  |  |  |  |  |                      |  |  |  |
| |                                                                       |  |  |  |  |  |  |  |  |  |  |  |                      |  |  |  |
| |                                                                       |  |  |  |  |  |  |  |  |  |  |  |                      |  |  |  |
| | 12. Фридрих Вилхелм од Шлезвиг-Холштајн-Зондербург-Гликсбурга         |  |  |  |  |  |  |  |  |  |  |  |                      |  |  |  |
| |                                                                       |  |  |  |  |  |  |  |  |  |  |  |                      |  |  |  |
| |                                                                       |  |  |  |  |  |  |  |  |  |  |  |                      |  |  |  |
| |                                                                       |  |  |  |  |  |  |  |  |  |  |  |                      |  |  |  |
| | 25. Countess Friederike of Schlieben                                  |  |  |  |  |  |  |  |  |  |  |  |                      |  |  |  |
| |                                                                       |  |  |  |  |  |  |  |  |  |  |  |                      |  |  |  |
| |                                                                       |  |  |  |  |  |  |  |  |  |  |  |                      |  |  |  |
| |                                                                       |  |  |  |  |  |  |  |  |  |  |  |                      |  |  |  |
| | 6. Кристијан IX Дански                                                |  |  |  |  |  |  |  |  |  |  |  |                      |  |  |  |
| |                                                                       |  |  |  |  |  |  |  |  |  |  |  |                      |  |  |  |
| |                                                                       |  |  |  |  |  |  |  |  |  |  |  |                      |  |  |  |
| |                                                                       |  |  |  |  |  |  |  |  |  |  |  |                      |  |  |  |
| | 26. Карл од Хесен-Касела                                              |  |  |  |  |  |  |  |  |  |  |  |                      |  |  |  |
| |                                                                       |  |  |  |  |  |  |  |  |  |  |  |                      |  |  |  |
| |                                                                       |  |  |  |  |  |  |  |  |  |  |  |                      |  |  |  |
| |                                                                       |  |  |  |  |  |  |  |  |  |  |  |                      |  |  |  |
| | 13. Лујза Каролина од Хесен-Касела                                    |  |  |  |  |  |  |  |  |  |  |  |                      |  |  |  |
| |                                                                       |  |  |  |  |  |  |  |  |  |  |  |                      |  |  |  |
| |                                                                       |  |  |  |  |  |  |  |  |  |  |  |                      |  |  |  |
| |                                                                       |  |  |  |  |  |  |  |  |  |  |  |                      |  |  |  |
| | 27. Лујза од Данске (1750—1831)                                       |  |  |  |  |  |  |  |  |  |  |  |                      |  |  |  |
| |                                                                       |  |  |  |  |  |  |  |  |  |  |  |                      |  |  |  |
| |                                                                       |  |  |  |  |  |  |  |  |  |  |  |                      |  |  |  |
| |                                                                       |  |  |  |  |  |  |  |  |  |  |  |                      |  |  |  |
| | 3. Марија Фјодоровна                                                  |  |  |  |  |  |  |  |  |  |  |  |                      |  |  |  |
| |                                                                       |  |  |  |  |  |  |  |  |  |  |  |                      |  |  |  |
| |                                                                       |  |  |  |  |  |  |  |  |  |  |  |                      |  |  |  |
| |                                                                       |  |  |  |  |  |  |  |  |  |  |  |                      |  |  |  |
| | 28. Landgrave Frederick of Hesse-Cassel                               |  |  |  |  |  |  |  |  |  |  |  |                      |  |  |  |
| |                                                                       |  |  |  |  |  |  |  |  |  |  |  |                      |  |  |  |
| |                                                                       |  |  |  |  |  |  |  |  |  |  |  |                      |  |  |  |
| |                                                                       |  |  |  |  |  |  |  |  |  |  |  |                      |  |  |  |
| | 14. Вилхелм од Хесен-Касела                                           |  |  |  |  |  |  |  |  |  |  |  |                      |  |  |  |
| |                                                                       |  |  |  |  |  |  |  |  |  |  |  |                      |  |  |  |
| |                                                                       |  |  |  |  |  |  |  |  |  |  |  |                      |  |  |  |
| |                                                                       |  |  |  |  |  |  |  |  |  |  |  |                      |  |  |  |
| | 29. Каролина од Насау-Узингена                                        |  |  |  |  |  |  |  |  |  |  |  |                      |  |  |  |
| |                                                                       |  |  |  |  |  |  |  |  |  |  |  |                      |  |  |  |
| |                                                                       |  |  |  |  |  |  |  |  |  |  |  |                      |  |  |  |
| |                                                                       |  |  |  |  |  |  |  |  |  |  |  |                      |  |  |  |
| | 7. Лујза од Хесен-Касела                                              |  |  |  |  |  |  |  |  |  |  |  |                      |  |  |  |
| |                                                                       |  |  |  |  |  |  |  |  |  |  |  |                      |  |  |  |
| |                                                                       |  |  |  |  |  |  |  |  |  |  |  |                      |  |  |  |
| |                                                                       |  |  |  |  |  |  |  |  |  |  |  |                      |  |  |  |
| | 30. Фредерик (принц Данске и Норвешке)                                |  |  |  |  |  |  |  |  |  |  |  |                      |  |  |  |
| |                                                                       |  |  |  |  |  |  |  |  |  |  |  |                      |  |  |  |
| |                                                                       |  |  |  |  |  |  |  |  |  |  |  |                      |  |  |  |
| |                                                                       |  |  |  |  |  |  |  |  |  |  |  |                      |  |  |  |
| | 15. Лујза Шарлота од Данске                                           |  |  |  |  |  |  |  |  |  |  |  |                      |  |  |  |
| |                                                                       |  |  |  |  |  |  |  |  |  |  |  |                      |  |  |  |
| |                                                                       |  |  |  |  |  |  |  |  |  |  |  |                      |  |  |  |
| |                                                                       |  |  |  |  |  |  |  |  |  |  |  |                      |  |  |  |
| | 31. Софија Фредерика од Мекленбург-Шверина                            |  |  |  |  |  |  |  |  |  |  |  |                      |  |  |  |
| |                                                                       |  |  |  |  |  |  |  |  |  |  |  |                      |  |  |  |
| |                                                                       |  |  |  |  |  |  |  |  |  |  |  |                      |  |  |  |